# Agha Hashar Kashmiri
Agha Hashar Kashmiri, (urdu: غا حشر کاشمیری) (Benarés, 3 de abril de 1879 – Lahore, 28 de abril de 1945), fue un poeta y dramaturgo pakistaní que escribió en idioma urdu.

## Biografía
A Agha Hashar Kashmiri desde su niñez le atrajeron la poesía y la música, pero después haber asistido a un recital teatral se apasionó por las tragedias. De adolescente recibió una educación religiosa musulmana,  porque su padre era contrario a la occidental. Estudió preeminentemente las obras de Shakespeare, Richard Brinsley Sheridan, Ferdousí, además del Rāmāyaṇa y el Majabhárata.
Agha Hashar Kashmiri se ocupó durante su carrera literaria sobre todo del teatro, tanto en el ámbito de la actuación como en el de la dramaturgia, cosechando la aclamación de crítica y público, que no decayó con el paso de los años.
La crítica literaria lo definió como el nuevo «Shakespeare de la drammaturgia urdu», y lo
consideró el fundador del teatro urdu del siglo XX, papel que se consolidó después una primera fase juvenil literaria caracterizada por la presencia de aspectos tradicionales del teatro urdu, como las narraciones de fábulas, las componentes musical y de . En este periodo Agha Hashar Kashmiri trabajó en Bombay, de 1901 a 1905, con una compañía teatral parsi, antes de mudarse a Calcuta, donde escribió varias adaptaciones de obras shekspirianas
Aunque estos elementos están presentes en las obras El discípulo de la duda y Prisionero de la pasión, conservaron en los años sucesivos una importancia vital, ya que fueron poco a poco sumando tendencias realistas, como lo evidencian El sueño de la existencia y La hija del judío.
La fase final de su carrera se distinguió por su trabajo como observador y analizador, como un innovador de los fenómenos sociales y políticos y con la innovación de costumbres, escrito en su mayor parte en hindi.
En sus últimos años, se trasladó a Lahore para emprender la actividad cinematográfica, pero murió antes de terminar su primer trabajo en esta ámbito.
Los temas más habituales, según Agha Hashar en su trabajo, se inspiraron en el Ramayana, como en el caso de Sita Banbas, obra sobre el mundo de la prostitución (Bilwa Mangal,Aankh ka Nasha), adoptadas de las tragedias persas (Rustom O Sohrab).

## Obras
- Aaftab-y-Mohabbat, 1895.
- Murid-y-Shak adaptación de El cuento de invierno de Shakespeare, 1899.
- Nare Aasteen, 1899.
- Asser--y-Hiras, inspirada en la obra Pizarro de Sheridan, 1901.
- Meethi Churi, 1901.
- Damas-Husun/Thandi Aagh, 1901.
- Shahide Nan, 1902.
- Saide Hawas, basada en la obra Rey Juan de Shakespeare, 1905.
- Safaid Khoon, basada en El rey Lear de Shakespeare, 1907.
- Khwabe Hasti, inspirada en Macbeth de Shakespeare, 1908.
- Khoobsurat Bala inspirada en Macbeth de Shakespeare, 1909.
- Silver King, basada sobre la obra homónima de Henry Arthur Jones, 1910.
- Pehla Pyar, 1911.
- Van Debes, en Hindi, 1913.
- Bharat Ramani, 1914.
- Yahudi Ki Larki, 1915.
- Sher Ki Gharaz, 1918.
- 'Bilwa-Mangal, 1920.
- Madhur Murli, en hindi 1920.
- Bhagirath Ganga, 1920.
- Rustum Soharab, 1920.
- Hindustan, 1921.
- Aurat Ka Pyar, 1921.
- Mashriki Hoor, 1922.
- Aankh Ka Nasha, 1923.
- Sita Vanvas, 1927.
- Bhisham Partighya, 1928.
- Bharati Bala, 1929.
- Dharmi Balak Gharib Ki Duniya, 1929.
- Dil Ki Pyas, 1930.[1]